# Братство Святого Гробу

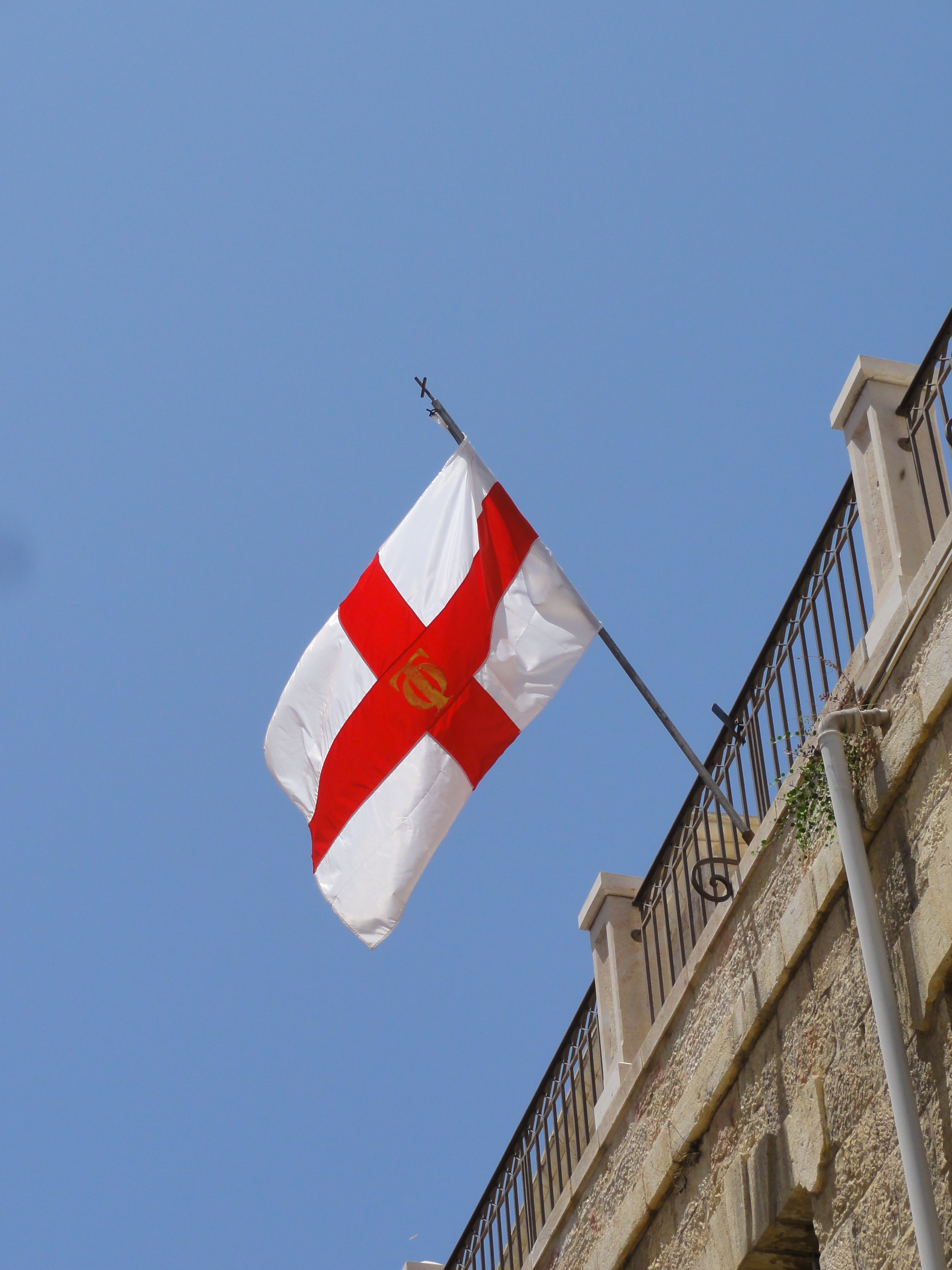
Стяг Святогробського братства

Братство Святого Гробу, Братство Хранителів Гробу Господнього, Хранителі Святого Гробу, Братство Гробу Господнього, Святогробське братство (грец. Ἡ Ἱερά Ἁγιοταφιτική Ἀδελφότης, англ. Brotherhood of the Holy Sepulchre) — товариство, що об'єднує богопосвячених осіб Єрусалимської Православної Церкви. Резиденція братства розташована в монастирі святих Костянтина і Олени в старій частці міста Єрусалиму. Головою братства є Патріарх Єрусалимський.

## Історія
Свою історію починає від братства «Знамення» в м. Єрусалимі (зелоти, лицарі), про яке стало відомо в 313 році (що збігається з періодом Медіоланського едикту і легалізації християнства в Римській імперії). Стародавні рукописи підтверджують існування «Знам'янського братства» до відвідування імператрицею Оленою Єрусалиму в 326 році. А також відомо те, що братство жило за релігійним правилом Василя Великого.
Завданням цього чернечого братства було «служіння прочанам, молитви і в основному псалмоспів в славній церкві Святої Гробниці». Братство «Знамення» отримало підтримку імператора Костянтина і розширило свою діяльність за межі Єрусалиму у головних святих місцях Палестини.
У 638 році братство було визнано халіфом Омаром ібн аль-Хатабом і згодом його наступниками. У наступні століття все завойовники Палестини так чи інакше визнавали права православних монахів цього братства піклуватися про Святих місцях. З часом православні брати Братства Гробу Господнього були юридично визнані владою Турецької імперії.
Постійним умовою діяльності братства протягом багатьох століть стало суперництво з боку антихалкідонітів і римо-католиків, різними шляхами намагаючись захопити піклування в Святих місцях. Будучи позбавленими підтримки єдиновірної держави в Святій землі, Святогробське братство змушене було вести нескінченну боротьбу за доказ і підтвердження своїх прав на підтримання Святих місць. З применшенням православної присутності в Святій землі, дедалі більша частка кліриків Єрусалимського Патріархату виявилася також членами Святогробського братства — найголовнішого закладу Церкви.
Це лицарське братство Православної Церкви хранителів Гробу Божого відновило свою конституцію під час британського мандату в Палестині та після закінчення Другої світової війни було ухвалено санкцію за законом Йорданії № 227 від 16 січня 1958 року, що регулює владу й головування над її членами.
Ряжський П. І. стверджував у 1915 році:
|  | У владі Святогробського братства було зосереджене керування церковними справами та майном Єрусалимської Церкви, на чолі якої стояли патріарх, синод й отці Гробу Господнього. Всі вони були греками, православні інших національностей, особливо слов'янських, в братство не допускалися. |

Хоча відомо, що у 1990—2004 роках Олександр Михайлович Семьонов із Санкт-Петербургу був у цьому братстві в Єрусалимі. А також, одружений священик, протоієрей Шмаін Ілля Хананович (1930—2005) був членом цього братства.
Незважаючи на спадання і майже повне зникнення грецького та грекомовного населення в Святій землі, братство в останні століття незмінно зберігало переважно грецький характер. Це стало причиною напруги й періодичних заворушень в Єрусалимській Церкві, понад дев'яти десятих пастви якої складають араби і арабомовні місцеві жителі.
Зараз Хранителі Святого Гробу управляються радою з 18 членів на чолі з Єрусалимським патріархатом. Членами братства є архієпископи, єпископи, архімандрити, ієромонахи, диякони, монахи й послушники. У кінці 2000 року братство нараховувало 105 членів. У 2018 р. у братстві 120 осіб. Патріархом Єрусалимським об'єднує нині і назавжди відносяться до Патріархату Митрополитів, Архієпископів, Єпископів, архімандрита, ієромонаха, дияконів, монахів та послушників